# Gotarzès II de Parthie
Gotarzès II de Parthie est un roi arsacide des Parthes ayant régné de 40/41 à 51 ap. J.-C. pour ceux qui le comptent roi avec Vardanès Ier, ou de 47 à 51.

## Origine
L'origine familiale de Gotarzès n'est pas clairement identifiée. Contrairement à Flavius Josèphe, Tacite ne le désigne pas expressément comme un fils d'Artaban II, mais le considère comme un usurpateur ; il le rend responsable du meurtre de son « frère » Artaban et de l'épouse et du fils de ce dernier.
André Verstandig, s'appuyant sur un relief rupestre où ce nom est gravé, découvert par Rawlinson à Sarpul-I-Zohab à l'aplomb de la grande route de Médie dans le Kurdistan iranien où il se présente comme « Gotarzès fils de Gev », le considère comme le fils d'un grand seigneur hyrcanien adopté par Artaban III lors de son exil, en reconnaissance d'une dette envers son père et qui serait devenu un prince royal.

## Règne

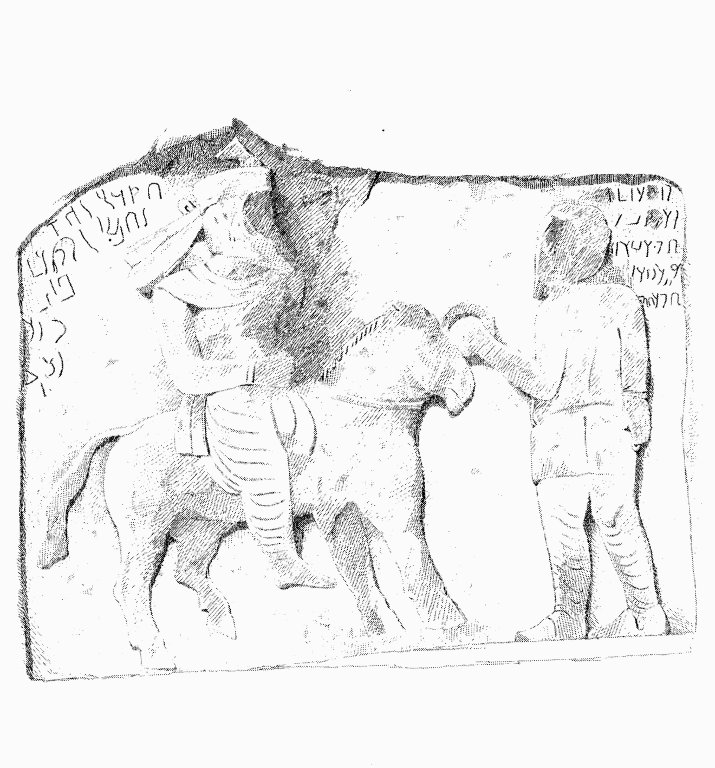
Relief parthe de l'investiture du roi Gotarzes Ier ou II à Sar-e Pol-e Zahab

À la mort d'Artaban III, Gotarzès élève ses prétentions au trône contre Vardanès Ier. Les deux rivaux se réconcilient momentanément et Gotarzès se retire au fond de l'Hyrcanie dont il était peut être originaire.
Gotarzès, appuyé par des troupes levées localement, reprend l'offensive mais est vaincu près du fleuve « Erinde ». Après le meurtre de Vardanès Ier, il devient roi au détriment des droits d'un certain Méherdatès, fils de Vononès Ier et petit-fils de Phraatès IV selon Tacite, qui était otage à Rome.
Gotarzès devient rapidement un tyran et une ambassade parthe se rend à Rome pour réclamer au Sénat romain un descendant des Arsacides. L'empereur Claude accepte cette requête et charge C. Cassius, le gouverneur de Syrie, de conduire le jeune prince Meherdatès jusqu'aux rives de l'Euphrate.
Le Romain rallie à Méherdatès Izatès II d'Adiabène et l'Arabe Abgar V Ukomo Bar Ma'Nu, roi d'Osroène. Gotarzès se retranche derrière le fleuve Corma et refuse le combat, jugeant son armée insuffisante. Malgré la défection d'Izatès II et d'Agbar V, le jeune Méherdatès décide d'attaquer. Battu après la mort de son général en chef issu de la famille des Karen-Pahlav, il est livré par l'un des clients de son père nommé Parrax à Gotarzès, qui lui fait couper les oreilles pour le priver de ses droits au trône et lui laisse la vie sauve comme exemple de sa clémence et de la honte de Rome. Il fait graver par la suite une inscription en souvenir de cette victoire à Bisotun.
Gotarzès II meurt ensuite de maladie et le trône est occupé par Vononès II, alors gouverneur des Mèdes.